# Wort des Jahres (Deutschland)
Das Wort des Jahres wurde in der Bundesrepublik Deutschland erstmals 1971 und wird seit 1977 regelmäßig von der Gesellschaft für deutsche Sprache (GfdS) in Wiesbaden als sprachlicher Jahresrückblick veröffentlicht und seit 1978 in der Zeitschrift Der Sprachdienst publiziert. Seit 1991 wird zudem jährlich ein Unwort gewählt; von 2001 bis 2003 auch ein Satz des Jahres. Seit 2008 existiert zudem eine Ernennung zum Jugendwort des Jahres.
Ausgewählt werden nach Angaben der GfdS Wörter und Ausdrücke, die die öffentliche Diskussion des betreffenden Jahres besonders bestimmt haben, die für wichtige Themen stehen oder sonst als charakteristisch erscheinen („verbale Leitfossilien“ eines Jahres). Es geht nicht um Worthäufigkeiten. Auch ist mit der Auswahl keine Wertung bzw. Empfehlung verbunden.
Zwischen 1977 und 1999 war das deutsche Wort des Jahres zugleich das deutschsprachige Wort des Jahres. Da aber immer häufiger Wörter gewählt wurden, die einen reinen Deutschlandbezug hatten, begannen die anderen Länder des deutschsprachigen Raumes, ihre eigenen Wörter des Jahres zu wählen. In Österreich geschieht dies seit 1999, in Liechtenstein seit 2002 und in der Schweiz seit 2003.
Im Jahr 1999 wurden die für das 20. Jahrhundert als besonders bezeichnend angesehenen 100 Wörter des Jahrhunderts in verschiedenen Medien vorgestellt.

## Gesamtübersicht
| Jahr | Wort des Jahres        | 2. und 3. Platz                                | Unwort des Jahres                             | Satz des Jahres                               | Jugendwort des Jahres |
| ---- | ---------------------- | ---------------------------------------------- | --------------------------------------------- | --------------------------------------------- | --------------------- |
| 1971 | aufmüpfig              | Junktim; Umweltschutz                          |                                               |                                               |                       |
| 1977 | Szene                  | Terrorismus, Terrorist; Sympathisant           |                                               |                                               |                       |
| 1978 | konspirative Wohnung   | die Grünen; Geisterfahrer                      |                                               |                                               |                       |
| 1979 | Holocaust              | Boat people; Nachrüstung                       |                                               |                                               |                       |
| 1980 | Rasterfahndung         | Asylant; Instandbesetzer                       |                                               |                                               |                       |
| 1981 | Nulllösung             | Sommertheater; (rett)bar                       |                                               |                                               |                       |
| 1982 | Ellenbogengesellschaft | Wende; Mitte                                   |                                               |                                               |                       |
| 1983 | heißer Herbst          | Volksaushorchung; Zündi                        |                                               |                                               |                       |
| 1984 | Umweltauto             | Formaldehyd; Neidsteuer                        |                                               |                                               |                       |
| 1985 | Glykol                 | SDI; EUREKA                                    |                                               |                                               |                       |
| 1986 | Tschernobyl            | Havarie; Super-Gau                             |                                               |                                               |                       |
| 1987 | Aids, Kondom           | Perestroika, Glasnost; Waterkantgate           |                                               |                                               |                       |
| 1988 | Gesundheitsreform      | Robbensterben; Kälbermastskandal               |                                               |                                               |                       |
| 1989 | Reisefreiheit          | BRDDR; Montagsdemonstrationen                  |                                               |                                               |                       |
| 1990 | die neuen Bundesländer | vereintes Deutschland; 2+4-Gespräche           |                                               |                                               |                       |
| 1991 | Besserwessi            | abwickeln; Kurzarbeit Null                     | ausländerfrei                                 |                                               |                       |
| 1992 | Politikverdrossenheit  | Fremdenhass; Rassismus                         | ethnische Säuberung                           |                                               |                       |
| 1993 | Sozialabbau            | Standort Deutschland; Blutskandal              | Überfremdung                                  |                                               |                       |
| 1994 | Superwahljahr          | Jackpot; Unwort                                | Peanuts                                       |                                               |                       |
| 1995 | Multimedia             | Eurogeld; Kruzifixurteil                       | Diätenanpassung                               |                                               |                       |
| 1996 | Sparpaket              | Haushaltslöcher; Lohnfortzahlung               | Rentnerschwemme                               |                                               |                       |
| 1997 | Reformstau             | Ruck durch Deutschland; Bildungsmisere         | Wohlstandsmüll (arbeitsunfähige Kranke)       |                                               |                       |
| 1998 | Rot-Grün               | Viagra; neue Mitte                             | sozialverträgliches Frühableben               |                                               |                       |
| 1999 | Millennium             | Kosovokrieg; Generation @                      | Kollateralschaden                             |                                               |                       |
| 2000 | Schwarzgeldaffäre      | BSE-Krise; Greencard                           | national befreite Zone                        |                                               |                       |
| 2001 | der 11. September      | Anti-Terror-Krieg; Milzbrandattacke            | Gotteskrieger                                 | „Und das ist (auch) gut so!“ (Klaus Wowereit) |                       |
| 2002 | Teuro                  | PISA-Schock; Jahrtausendflut                   | Ich-AG                                        | „Es gibt nur ein’ Rudi Völler!“               |                       |
| 2003 | das alte Europa        | Agenda 2010; Reformstreit                      | Tätervolk                                     | „Deutschland sucht den Superstar.“            |                       |
| 2004 | Hartz IV               | Parallelgesellschaften; Pisa-gebeutelte Nation | Humankapital                                  |                                               |                       |
| 2005 | Bundeskanzlerin        | Wir sind Papst; Tsunami                        | Entlassungsproduktivität                      |                                               |                       |
| 2006 | Fanmeile               | Generation Praktikum; Karikaturenstreit        | freiwillige Ausreise                          |                                               |                       |
| 2007 | Klimakatastrophe       | Herdprämie; Raucherkneipe                      | Herdprämie                                    |                                               |                       |
| 2008 | Finanzkrise            | verzockt; Datenklau                            | notleidende Banken                            |                                               | Gammelfleischparty    |
| 2009 | Abwrackprämie          | kriegsähnliche Zustände; Schweinegrippe        | betriebsratsverseucht                         |                                               | hartzen               |
| 2010 | Wutbürger              | Stuttgart 21; Sarrazin-Gen                     | alternativlos                                 |                                               | Niveaulimbo           |
| 2011 | Stresstest             | hebeln; Arabellion                             | Döner-Morde                                   |                                               | Swag                  |
| 2012 | Rettungsroutine        | Kanzlerpräsidentin; Bildungsabwendungsprämie   | Opfer-Abo                                     |                                               | YOLO                  |
| 2013 | GroKo                  | Protz-Bischof; Armutseinwanderung              | Sozialtourismus                               |                                               | Babo                  |
| 2014 | Lichtgrenze            | Schwarze Null; Götzseidank                     | Lügenpresse                                   |                                               | Läuft bei dir         |
| 2015 | Flüchtlinge            | Je suis Charlie; Grexit                        | Gutmensch                                     |                                               | Smombie               |
| 2016 | postfaktisch           | Brexit; Silvesternacht                         | Volksverräter                                 |                                               | fly sein              |
| 2017 | Jamaika-Aus            | Ehe für alle; #MeToo                           | Alternative Fakten                            |                                               | i bims                |
| 2018 | Heißzeit               | Funklochrepublik; Ankerzentren                 | Anti-Abschiebe-Industrie                      |                                               | Ehrenmann/Ehrenfrau   |
| 2019 | Respektrente           | Rollerchaos; Fridays for Future                | Klimahysterie                                 |                                               |                       |
| 2020 | Corona-Pandemie        | Lockdown; Verschwörungserzählung               | Rückführungspatenschaften und Corona-Diktatur |                                               | lost                  |
| 2021 | Wellenbrecher          | SolidAHRität, Pflexit                          | Pushback                                      |                                               | cringe                |
| 2022 | Zeitenwende            | Krieg um Frieden; Gaspreisbremse               | Klimaterroristen                              |                                               | smash                 |
| 2023 | Krisenmodus            | Antisemitismus; leseunfähig                    | Remigration                                   |                                               | goofy                 |
| 2024 | Ampel-Aus              | Klimaschönfärberei; kriegstüchtig              | Biodeutsch                                    |                                               | Aura                  |

## Wort des Jahres
| Jahr | Wort des Jahres        | Erklärung |
| ---- | ---------------------- | --- |
| 1971 | aufmüpfig              | 1970/71 im westdeutschen Sprachgebrauch neu aufgekommen; bezog sich anfangs vor allem auf die 68er-Bewegung |
| 1977 | Szene                  | Steht für verschiedene Komposita (Terrorszene, Sympathisantenszene, Unterstützerszene) im Zusammenhang mit dem deutschen Herbst |
| 1978 | konspirative Wohnung   | Im Zusammenhang mit der Entführung Hanns Martin Schleyers durch die Rote Armee Fraktion |
| 1979 | Holocaust              | Etablierung des Begriffs nach der Ausstrahlung der Fernsehserie Holocaust – Die Geschichte der Familie Weiss |
| 1980 | Rasterfahndung         | Einführung der Fahndungsmethode aufgrund der terroristischen Bedrohung der 1970er Jahre in Westdeutschland |
| 1981 | Nulllösung             | Im Zusammenhang mit der Debatte um den NATO-Doppelbeschluss |
| 1982 | Ellenbogengesellschaft | Steht für den Vorwurf der SPD an die neue CDU-FDP-Regierung, sozial Schwache zu benachteiligen und den Egoismus in der Gesellschaft zu fördern |
| 1983 | heißer Herbst          | Beschreibung der Proteste der Friedensbewegung gegen die Nachrüstung im Rahmen des NATO-Doppelbeschlusses |
| 1984 | Umweltauto             | Diskussion um die Verpflichtung, Autos mit Katalysatortechnik herzustellen |
| 1985 | Glykol                 | Infolge des Glykolwein-Skandals |
| 1986 | Tschernobyl            | Nach der Reaktorkatastrophe am 26. April |
| 1987 | Aids, Kondom           | Zunehmende Angst vor der Immunschwächeerkrankung, die „im Begriff [ist], alle anderen gesellschaftlichen Ängste zu überwuchern“ |
| 1988 | Gesundheitsreform      | Versuch der Bundesregierung, die Medikamentenkosten zu begrenzen |
| 1989 | Reisefreiheit          | Einführung derselben in der DDR |
| 1990 | Die neuen Bundesländer | Aufgrund der Wiedervereinigung |
| 1991 | Besserwessi            | Das Portmanteauwort aus Besserwisser und Wessi ist ein Ausdruck, der nach der deutschen Wiedervereinigung entstanden ist |
| 1992 | Politikverdrossenheit  | Zunehmende Unzufriedenheit und Skepsis der Bürger gegenüber der Politik, ihren Vertretern, Institutionen und Ergebnissen |
| 1993 | Sozialabbau            | Bezieht sich auf eine breit geführte Diskussion über den Abbau staatlicher Leistungen im Sozialbereich |
| 1994 | Superwahljahr          | Aufgrund der Bundestagswahl, der Europawahl, acht Landtagswahlen und zehn Kommunalwahlen |
| 1995 | Multimedia             | „Leitwort für die Reise in die ‚schöne neue Medienwelt‘“ |
| 1996 | Sparpaket              | Bündelung von Maßnahmen, um ein bestimmtes Einsparungsziel zu erreichen |
| 1997 | Reformstau             | Schlagwort, mit dem das Unterbleiben als nötig angesehener politischer oder struktureller Reformen kritisiert wird |
| 1998 | Rot-Grün               | Erstmaliges Auftauchen dieser Koalition auf Bundesebene nach der Bundestagswahl 1998 |
| 1999 | Millennium             | Aufgrund des darauffolgenden Jahres 2000 |
| 2000 | Schwarzgeldaffäre      | Aufdeckung der illegalen Spendenpraxis der CDU in den 1990er Jahren unter dem früheren Bundeskanzler Helmut Kohl |
| 2001 | Der 11. September      | Aufgrund der Terroranschläge in den USA |
| 2002 | Teuro                  | Gefühlte Preissteigerungen nach der Euro-Einführung |
| 2003 | Das alte Europa        | Aussage des US-amerikanischen Verteidigungsministers Donald Rumsfeld |
| 2004 | Hartz IV               | Bezeichnung für Vorschläge der „Kommission für moderne Dienstleistungen am Arbeitsmarkt“ |
| 2005 | Bundeskanzlerin        | Nach der Bundestagswahl 2005 wurde mit Angela Merkel erstmals eine Frau in das Amt des Bundeskanzlers gewählt. |
| 2006 | Fanmeile               | Im Zusammenhang mit der Fußball-Weltmeisterschaft 2006 |
| 2007 | Klimakatastrophe       | Die Folgen von unkontrollierter globaler Erwärmung |
| 2008 | Finanzkrise            | Globale Banken- und Finanzkrise als Teil der Großen Regression, die im Sommer 2007 als Immobilienkrise in den USA begann |
| 2009 | Abwrackprämie          | Eine Prämie für Pkw-Halter, die ihr älteres Auto verschrotten ließen und gleichzeitig ein neues kauften |
| 2010 | Wutbürger              | Aufkommen einer Protestkultur aus Enttäuschung über bestimmte politische Entscheidungen |
| 2011 | Stresstest             | Durchführung zahlreicher derartiger Tests in verschiedenen Bereichen (v. a. Banken, Atomkraftwerke, Stuttgart 21) |
| 2012 | Rettungsroutine        | Das Wort wurde nahezu nie verwendet, soll aber beschreiben, dass „alle paar Wochen […] neue (Rettungs-)Pakete geschnürt“ wurden. |
| 2013 | GroKo                  | Die Abkürzung „GroKo“ steht für die Große Koalition aus Union und SPD. |
| 2014 | Lichtgrenze            | Bezieht sich auf die Lichtinstallation zum Anlass der Feierlichkeiten „25 Jahre Mauerfall“ in Berlin. |
| 2015 | Flüchtlinge            | Im Kontext der Migration von Menschen, die 2015 vor den Kriegen im Mittleren Osten nach Europa und insbesondere Deutschland flüchten. Diskutiert wurde von den Sprachwissenschaftlern auch die unterschiedliche Bewertung der Nachsilbe „-linge“ als Pejorativsuffix.                                              |
| 2016 | postfaktisch           | Kunstwort, das darauf verweist, dass es zunehmend um Emotionen anstelle von Fakten geht und ein Teil der Bevölkerung bereit ist, auf den Anspruch auf Wahrheit zu verzichten, Tatsachen zu ignorieren und offensichtliche Lügen zu akzeptieren.                                                                    |
| 2017 | Jamaika-Aus            | Bezeichnet das Scheitern der Sondierungsgespräche für eine Jamaika-Koalition auf Bundesebene nach der Bundestagswahl 2017. |
| 2018 | Heißzeit               | Begriff für den extremen Sommer 2018 und den Klimawandel. Außerdem ist „Heißzeit“ eine Wortbildung mit lautlicher Analogie zur „Eiszeit“. |
| 2019 | Respektrente           | Aus sprachlicher Sicht handelt es sich um die Neubildung eines Hochwertwortes in der politischen Debatte, die der Selbstaufwertung durch Fremdaufwertung dient. |
| 2020 | Corona-Pandemie        | „Die Zusammensetzung benennt das beherrschende Thema nahezu des gesamten Jahres.“ |
| 2021 | Wellenbrecher          | „Das Wort steht für alle Maßnahmen, die getroffen wurden und werden, um die 4. Corona-Welle zu brechen.“ |
| 2022 | Zeitenwende            | Das Wort wurde von Bundeskanzler Scholz verwendet. Der russische Überfall auf die Ukraine am 24. Februar 2022 markiere eine „Zeitenwende in der Geschichte unseres Kontinentes.“ Ursprünglich hatte er das Wort in seinem Buch „Hoffnungsland“ im Jahr 2017 im Vorwort verwendet – in einem etwas anderen Kontext. |
| 2023 | Krisenmodus            | Der Begriff bezieht sich auf die Anzahl an Krisen, die im Jahr 2023 gleichzeitig nebeneinander existierten, sowie auf deren Bewältigung. |
| 2024 | Ampel-Aus              | Das Ende der Ampelkoalition drängte sogar den zeitgleich bekannt gewordenen Ausgang der US-amerikanischen Präsidentschaftswahl medial zur Seite. Jamaika-Aus war das Wort des Jahres 2017. |

## Unwort des Jahres
Das Unwort des Jahres wird seit 1994 jährlich von einer politisch und institutionell unabhängigen und ehrenamtlichen Jury bestimmt.

## Jugendwort des Jahres
Das Jugendwort des Jahres wird seit 2008 jährlich von einer Jury unter Leitung des Langenscheidt-Verlags aus 15 in einer Internet-Abstimmung nominierten Kandidaten ausgewählt.
| Jahr | Platzierung                     | Jugendwort des Jahres           | Erklärung |
| 2008 | 1. Platz                        | Gammelfleischparty              | Party für Menschen über 30 Jahren, Ü30-Party |
| 2008 | 2. Platz                        | Bildschirmbräune                | Blässe von Computerfreaks |
| 2008 | 3. Platz                        | unterhopft sein                 | Lust auf Bier haben |
| 2009 | 1. Platz                        | hartzen                         | Arbeitslos sein, „rumhängen“ |
| 2009 | 2. Platz                        | bam                             | Variante von „cool“ |
| 2009 | 3. Platz                        | Bankster                        | Kombination aus Banker und Gangster |
| 2010 | 1. Platz                        | Niveaulimbo                     | Ständiges Absinken des Niveaus, aus dem Ruder laufende Partys und sinnlose Gespräche |
| 2010 | 2. Platz                        | Arschfax                        | Unterhosenetikett, das hinten aus der Hose hängt |
| 2010 | 3. Platz                        | Egosurfen                       | Seinen eigenen Namen in Suchmaschinen im Internet eingeben |
| 2011 | 1. Platz                        | Swag                            | Beneidenswerte, lässig-coole Ausstrahlung |
| 2011 | 2. Platz                        | (epic) fail                     | Grober Fehler, misslungenes Vorhaben, Versagen, riesiger Fehler |
| 2011 | 3. Platz                        | guttenbergen                    | Abschreiben |
| 2012 | 1. Platz                        | YOLO                            | Abkürzung von „you only live once“; Aufforderung, eine Chance zu nutzen |
| 2012 | 2. Platz                        | FU!                             | Vom englischen „Fuck you“: 1. Scheiße, 2. Fick dich! |
| 2012 | 3. Platz                        | Yalla!                          | Aus dem Arabischen: Los! Beeil dich! Lass uns gehen! Verschwinde! |
| 2013 | 1. Platz                        | Babo                            | Boss, Anführer, Chef |
| 2013 | 2. Platz                        | fame                            | Berühmt, toll, super |
| 2013 | 3. Platz                        | gediegen                        | Super, cool, lässig |
| 2014 | 1. Platz                        | Läuft bei dir                   | Wenn jemand Erfolg oder Glück hat. „Du hast es drauf!“, cool, krass; wird auch ironisch genutzt |
| 2014 | 2. Platz                        | Gönn dir!                       | Viel Spaß dabei! |
| 2014 | 3. Platz                        | Hayvan                          | Aus dem Arabischen und Türkischen: Tier, Vieh, Lümmel |
| 2015 | 1. Platz                        | Smombie                         | Ein Kofferwort aus Smartphone und Zombie. Beschreibt Menschen, die durch ihr Smartphone so stark abgelenkt sind, dass sie ihre Umgebung kaum noch wahrnehmen. |
| 2015 | 2. Platz                        | merkeln                         | Abgeleitet von Angela Merkels Regierungsstil; nichts tun, keine Entscheidung treffen |
| 2015 | 3. Platz                        | rumoxidieren                    | Chillen, entspannen, abhängen; quasi nur atmen (Sauerstoff aufnehmen) |
| 2016 | 1. Platz                        | fly sein                        | Etwas oder jemand geht besonders ab |
| 2016 | 2. Platz                        | bae                             | before anyone/anything else, Bezeichnung für beste Freundin o. ä. |
| 2016 | 3. Platz                        | isso                            | „Es ist so“, Zustimmung, Bekräftigung |
| 2017 | 1. Platz                        | I bims                          | „Ich bin’s“ (in der sog. Vong-Sprache) |
| 2017 | 2. Platz                        | napflixen                       | Nickerchen während eines Filmes; Kofferwort aus dem Englischen to nap (ein Nickerchen machen) und Netflix |
| 2017 | 3. Platz                        | tinderjährig                    | Alt genug sein, um Tinder nutzen zu dürfen; Ähnlichkeit zu minderjährig |
| 2018 | 1. Platz                        | Ehrenmann / Ehrenfrau           | Mann/Frau, den/die eine ehrenhafte Gesinnung und Handlungsweise auszeichnet bzw. etwas Tolles, Gutes oder Besonderes für jemanden getan hat |
| 2018 | 2. Platz                        | glucosehaltig                   | Süß; Glucose als Grundlage von Zucker, i. S. v. „zuckerhaltig“ |
| 2018 | 3. Platz                        | verbuggt                        | Fehlerhaft, von englisch bug = Wanze, Ungeziefer (i. S. v. Programmfehler); Verwendung: „Du bist sau [= sehr/stark] verbuggt“, „Das Spiel ist total verbuggt“ |
| 2019 | Im Jahr 2019 fiel die Wahl aus. | Im Jahr 2019 fiel die Wahl aus. | Im Jahr 2019 fiel die Wahl aus. |
| 2020 | 1. Platz                        | lost                            | Ahnungslos, verloren, verirrt, von englisch lost = verloren, verschollen, verirrt; Verwendung: „Du bist / ich bin total lost“ |
| 2020 | 2. Platz                        | cringe                          | Bezeichnung für etwas Peinliches, eine Situation oder Handlung einer Person, für die man sich fremdschämt; von englisch to cringe = zurückschrecken, erschaudern                                                                                                  |
| 2020 | 3. Platz                        | wild/wyld                       | Bezeichnung für eine Situation oder Handlung, die „zu wild“ ist und starke Emotionen auslöst, meint auch verrückt oder etwas Besonderes; von englisch wild = wild, ungezügelt, ausgelassen                                                                        |
| 2021 | 1. Platz                        | cringe                          | Bezeichnung für etwas Peinliches, eine Situation oder Handlung einer Person, für die man sich fremdschämt; von englisch to cringe = zurückschrecken, erschaudern                                                                                                  |
| 2021 | 2. Platz                        | sus                             | Zustimmung, dass ein benannter Sachverhalt oder eine Situation verdächtig (englisch suspicious bzw. deutsch suspekt) ist. Ursprung ist wahrscheinlich das Online-Spiel Among Us.                                                                                  |
| 2021 | 3. Platz                        | sheesh                          | Mit dem Ausruf „Sheesh“ wird Erstaunen, Erschrecken oder auch „Genervtsein“ zum Ausdruck gebracht. Die enthaltene Emotion ist stark abhängig vom Kontext. Die Herkunft ist nicht sicher, vermutet wird unter anderem eine Abwandlung von „Jeez“, d. h. von Jesus. |
| 2022 | 1. Platz                        | smash                           | Mit jemandem etwas anfangen, jemanden attraktiv finden; umgangssprachlich „mit jemandem Sex haben“; von englisch to smash = zertrümmern |
| 2022 | 2. Platz                        | bodenlos                        | Kontextabhängig, kann sowohl für ein negatives als auch positives Verhalten benutzt werden. |
| 2022 | 3. Platz                        | Macher                          | Ein „Macher“ ist jemand, der Dinge ohne Zögern umsetzt. |
| 2023 | 1. Platz                        | goofy                           | Tollpatschige, alberne Person oder Verhaltensweise, die andere amüsiert. |
| 2023 | 2. Platz                        | Side Eye                        | Englisch für „Seitenblick“; wird genutzt, um Verachtung oder Missbilligung auszudrücken. |
| 2023 | 3. Platz                        | NPC                             | Abkürzung für „Non-Player-Character“; bezeichnet einen sich sehr passiv verhaltenden Menschen (in einer Gruppe). |
| 2024 | 1. Platz                        | Aura                            | Bezieht sich (oft scherzhaft) auf die Ausstrahlung, das Charisma oder den Status einer Person. |
| 2024 | 2. Platz                        | Talahon                         | Abgeleitet aus dem Arabischen; Bezeichnung für Personen mit stereotypen Merkmalen oder Verhaltensweisen, meist auf junge Männer mit arabischem Migrationshintergrund bezogen.                                                                                     |
| 2024 | 3. Platz                        | Schere                          | „Die Schere heben“ steht in der Gamerszene für ein Schuldeingeständnis oder Bekenntnis. |

## Anglizismus des Jahres
Der Anglizismus des Jahres wurde von 2010 bis 2021 jährlich von der „Aktion Anglizismus des Jahres“ unter dem Gründer und Juryvorsitzenden Anatol Stefanowitsch aus Vorschlägen ausgewählt, die Leser auf der Webseite der Aktion einreichen konnten. Das Siegerwort musste dabei ganz oder teilweise aus dem Englischen stammen, im jeweiligen Jahr erstmals im allgemeinen Sprachgebrauch zu beobachten sein und in den Augen der Jury eine wichtige Lücke im deutschen Wortschatz füllen. Die Aktion wollte damit zum besseren Verständnis von Lehnwörtern beitragen. Sie fand auch internationale Beachtung. Im Jahr 2022 wurde ohne Angabe von Gründen kein Anglizismus des Jahres gekürt. Die Aktion wurde damit offenbar eingestellt.
| Jahr | Platzierung | Anglizismus des Jahres                                      | Erklärung |
| ---- | ----------- | ----------------------------------------------------------- | --- |
| 2010 | 1. Platz    | leaken                                                      | Anonymes Veröffentlichen geheimer Informationen |
| 2010 | 2. Platz    | entfrienden/entfreunden                                     | Löschen einer Person aus den Facebook-Kontakten |
| 2010 | 3. Platz    | Whistleblower                                               | Person, die interne, geheime Informationen (zumeist Missstände) einer Organisation öffentlich macht |
| 2011 | 1. Platz    | Shitstorm                                                   | Welle der Entrüstung im Internet, besonders in sozialen Netzwerken |
| 2011 | 2. Platz    | Stresstest                                                  | Test, bei dem die Reaktion eines Systems auf Belastung gemessen wird |
| 2011 | 3. Platz    | circeln                                                     | Jemanden im sozialen Netzwerk Google+ zu einer Kontaktliste hinzufügen |
| 2012 | 1. Platz    | Crowdfunding                                                | Kapitalbeschaffung durch viele kleine Einzelbeträge über das Internet |
| 2012 | 2. Platz    | Hipster                                                     | Person, die sich gezielt dem kulturellen Mainstream verweigert und dies bewusst zeigt |
| 2012 | 3. Platz    | Fracking                                                    | Technik zur Gewinnung von Erdgas und Erdöl |
| 2013 | 1. Platz    | -gate                                                       | Nachsilbe zur Bezeichnung von Skandalen |
| 2013 | 2. Platz    | Fake-                                                       | Unecht, gefälscht, unaufrichtig |
| 2013 | 3. Platz    | Whistleblower                                               | Geheimnisverräter (Publikumsliebling) |
| 2014 | 1. Platz    | Blackfacing                                                 | Das (als rassistisch interpretierte) Umschminken von weißen Schauspielern zu schwarzen Personen |
| 2014 | 2. Platz    | Big Data                                                    | Große (unüberschaubare) Datenmengen und deren Erfassungsmechanismen |
| 2014 | 3. Platz    | Selfie                                                      | Digitales Selbstporträt (Publikumsliebling) |
| 2015 | 1. Platz    | Refugees Welcome                                            | Flüchtlinge willkommen, siehe Willkommens- und Anerkennungskultur (Publikumsliebling) |
| 2015 | 2. Platz    | -(e)xit                                                     | Austritt/Ausschluss aus einer geopolitischen Einheit, Grexit, Brexit u. a. |
| 2015 | 3. Platz    | spoilern                                                    | Wichtige Teile oder gar das Ende eines Buches, Films oder Videospiels verraten |
| 2016 | 1. Platz    | Fake News                                                   | Falschinformationen, Fehlerhafte Nachrichten (Publikumsliebling) |
| 2016 | 2. Platz    | Darknet                                                     | Nicht ohne weiteres zugängliches Netzwerk im Internet, auch als Metapher für die negativen Seiten des Internets verwendet |
| 2016 | 3. Platz    | Hate Speech                                                 | Beiträge in sozialen Netzwerken, die zwischen Volksverhetzung und diskriminierender Beleidigung liegen |
| 2017 | 1. Platz    | Influencer                                                  | Online-Berühmtheiten, die Einfluss auf ihr Publikum ausüben, häufig genutzt für Instagram-Models (Publikumsliebling) |
| 2017 | 2. Platz    | Blockchain                                                  | kontinuierlich erweiterbare Liste von Datensätzen, „Blöcke“ genannt, die mittels kryptographischer Verfahren miteinander verkettet sind |
| 2017 | 3. Platz    | nice                                                        | als Teil der Jugendsprache für „schön, gut, toll“ |
| 2018 | 1. Platz    | Gendersternchen                                             | Genderzeichen zur geschlechtergerechten Schreibung bei abkürzender Beidnennung: Schüler*innen |
| 2018 | 2. Platz    | Framing                                                     | (Publikumsliebling) Prozess einer Einbettung von Ereignissen und Themen in Deutungsraster |
| 2018 | 3. Platz    | nice                                                        | (Sonderpreis gesprochene Sprache) Teil der Jugendsprache für „schön, gut, toll“ |
| 2019 | 1. Platz    | […] for future                                              | Phraseologismus, stammend vom Namen Klimaschutzbewegung Fridays for Future; zunächst benannten sich andere Bewegungen analog (z. B. Students for Future), später wurde die Phrase auch anderen Wörtern angehängt, um klimafreundliche Verhaltensweisen nahezulegen (etwa Silvester for future, Ferien for future) |
| 2019 | 2. Platz    | OK Boomer                                                   | Sarkastische Bezeichnung der Baby-Boomer-Generation (Publikumsliebling) |
| 2019 | 3. Platz    | Deepfake                                                    | Auf neuronalen Netzwerken beruhende Technik zur Erzeugung oder Verfälschung statischer oder bewegter Bilder |
| 2020 | 1. Platz    | Lockdown                                                    | (zudem Publikumsliebling) Kombination von Ausgangsbeschränkungen, Einschränkungen der Bewegungs- und Versammlungsfreiheit und Kontaktbeschränkungen zur Eindämmung einer Pandemie |
| 2020 | 2. Platz    | Social Distancing, Superspreader, Homeoffice, Homeschooling | Auswahl weiterer englischer Lehnwörter, die im Zuge der COVID-19-Pandemie eine wichtige Rolle gespielt haben |
| 2021 | 1. Platz    | boostern                                                    | Auffrischimpfung (Wiederholungsimpfung) der Grundimmunisierung im Rahmen der COVID-19-Pandemie. |

## Das beste eingewanderte Wort
Im Jahr 2008 kürte eine Jury auf Initiative des Goethe-Instituts und des Deutschen Sprachrats hin das Wort „Tollpatsch“ zum besten eingewanderten Wort in der deutschen Sprache. Es wurden über 3500 Wort-Vorschläge aus 42 Sprachen eingesandt. Die Initiative fand in der deutschsprachigen Presse durchweg eine positive Resonanz. Matthias Wermke, Jury-Mitglied und Leiter der Dudenredaktion, äußerte, er glaube trotz solcher Importwörter nicht, „dass sich das Deutsche in 50 Jahren von der heute gesprochenen Sprache deutlich unterscheiden“ werde. Im deutschen Wortschatz habe es schon immer eingewanderte Wörter gegeben, und das Klagen über den Verfall der deutschen Sprache sei so alt wie die deutsche Sprache selbst.

## Weitere Wörter des Jahres
| Staat / Provinz | Wort                             | Unwort                             |
| --------------- | -------------------------------- | ---------------------------------- |
| Deutschland     | Wort des Jahres (Deutschland)    | Unwort des Jahres (Deutschland)    |
| Liechtenstein   | Wort des Jahres (Liechtenstein)  | Unwort des Jahres (Liechtenstein)  |
| Österreich      | Österreichisches Wort des Jahres | Österreichisches Unwort des Jahres |
| Schweiz         | Wort des Jahres (Schweiz)        | Unwort des Jahres (Schweiz)        |
| Südtirol        | Wort des Jahres (Südtirol)       | Unwort des Jahres (Südtirol)       |

In Deutschland fanden oder finden folgende weitere hier nicht aufgelistete Wort-Aktionen statt:
- Schönstes deutsches Wort (mit Abschnitt zum Schönsten bedrohten Wort)
- Plattdeutsches Wort des Jahres